# Diätbier
Diätbier ist kohlenhydratreduziertes Bier. Gelegentlich wird die Bezeichnung Light Bier oder Lite Beer verwendet, was nicht verwechselt werden sollte mit Leichtbier oder Dünnbier.
Diätbiere werden meistens als Vollbiere mit einem Stammwürzgehalt von über 11 % hergestellt, es gibt sie auch als Schankbier. Durch ein spezielles Brau- und Gärverfahren wird die aus dem Malz gelöste Stärke nahezu vollständig abgebaut.
Entwickelt wurde diese speziell für Diabetiker geeignete Biersorte vom Brauwissenschaftler Joseph Owades, der als technischer Direktor bei der Rheingold Brauerei in New York arbeitete. Ab 1967 wurde dort unter dem Namen Gablinger’s das weltweit erste Diätbier vermarktet.
Bud Light ist seit 1994 Marktführer unter den Diätbieren in den USA.
Seit 2012 darf gemäß Diätverordnung in Deutschland (bzw. vergleichbaren Regelungen in anderen europäischen Ländern) Diätbier unter dieser Bezeichnung nicht mehr angeboten werden.